# The Biggest Loser Holland
The Biggest Loser Holland was een Nederlands televisieprogramma op SBS6, waarin zestien deelnemers trachtten van hun overgewicht af te komen. Ze verbleven drie maanden in Klooster Elsendael in Boxmeer met het doel daar te trainen en zo veel mogelijk af te vallen. De deelnemers werden getraind door Sandra van de Kamp en Arjuna Lakner. De opnames voor het programma werden gemaakt in Klooster Elsendael in Boxmeer. Dave van der Kamp was de winnende deelnemer.